# João Vitória Miron de Sabione
João Victória Miron de Sabione ou Jean-Victorie Miron de Sabion (1726 - 1810), protestante, marechal de campo, descendente de uma família de refugiados 'huguenots' na Holanda, mais tarde estabilizada na Suiça, em Jouxtens, no Cantão de Vaud.
Em 1762 alistou-se como capitão com exercício de engenheiro numa unidade militar estacionada em Almeida.
Por Decreto de 29 de Dezembro de 1766 foi-lhe feita mercê condicional do posto de 1.º sargento-mor do Regimento de Artilharia da Cidade do Porto, então aquartelado no Forte de Valença.
Em 1768 era tenente-coronel dos exércitos reais e governador substituto da praça de Valença (Minho), por morte do anterior governador.
Em 1775, o oficial João Vitória, foi convidado para abrir em Valença a “Aula Real de Artilharia”, onde foi lente de Matemática, Fortificação, Táctica, Artilharia e Desenho, influenciando a sua cultura na época. O Conde de Lippe, foi designado pelo Marquês de Pombal a organizar o exército português. Para tal, põe em funcionamento, escolas regimentais de artilharia em várias localidades como Lisboa, Lagos, Loulé e Valença.
No ano de 1791 é designado Governador Militar do Reino dos Algarves e, por Decreto de 20 de Novembro de 1796, então já coronel, foi promovido ao posto de Brigadeiro.
Atingiu o posto de Marechal de Campo e encontra-se sepultado no Paiol de Marte, a Sul da Praça Forte de Valença.